# Convergencia Social
Convergencia Social – lewicowa partia polityczna z Chile założona 11 listopada 2018 roku poprzez połączenie partii Ruch Autonomiczny, Libertariańska Lewica, Socjalizm i Wolność i Nowa Demokracja. Wchodzi w skład lewicowej koalicji Szeroki Front.
W 2019 roku członkowie ruchu rozpoczęli proces rejestracji Konwergencji jako partii politycznej. W listopadzie tegoż roku Libertariańska Lewica wystąpiła z Konwergencji. 9 marca 2020 roku doszło do zarejestrowania ugrupowania pod nazwą Convergencia Social. W 2021 roku partia przystąpiła do międzynarodowej organizacji lewicowej Progressive International. W wyborach generalnych w 2021 roku kandydatem partii na urząd prezydenta został Gabriel Boric. W pierwszej turze zdobył on 25,83% głosów, zaś w drugiej turze 55,87%, czym samym wygrał wybory.